# خط المشق

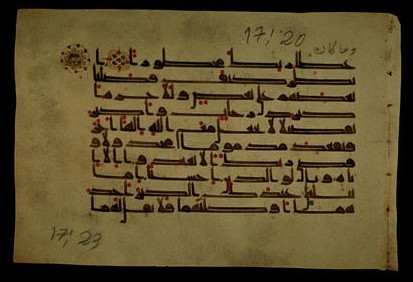
صورة صفحة من مصحف (الآيات 20-23 من سورة الإسراء) مكتوب بخط المشق، يعود إلى القرن الأول أو القرن الثاني الهجريين

خط المَشْق هو من أول الخطوط العربية، ظهر في عهد عمر بن الخطاب، فيه امتداد لحروف الدال والصاد والطاء والكاف والياء الراجعة، واختصار للمسافات بين الكلمات. استمرّ خط المشق من القرن الأول حتى القرن الثاني الهجريين، وبه نُسخت أكثر المصاحف التي تعود إلى ذلك العهد.

## أصل التسمية
مَشَقَ أي جذب الشيء ليمتد ويطول. ومَشَقَ الخطَّ أي مدّ حروفه.

## أنظر أيضًاً
- خط الرقعة
- خط الثلث
- خط النسخ